# جبل النور (بني سويف)
قرية جبل النور هي إحدى القرى التابعة لمركز ببا في محافظة بني سويف في جمهورية مصر العربية. حسب إحصاءات سنة 2006، بلغ إجمالي السكان في جبل النور 2073 نسمة، منهم 1040 رجل و1033 امرأة.